# FemiSapien
FemiSapien는 2008년 홍콩의 우위(WowWee) 그룹이 2008년 공개한 여성형 휴머노이드 로봇이다.

## 특징
- 3개의 상호작용 모드가 있다.[2]

학습 모드(Learning Mode) : can be programmed with a sequence of movements.
반응 모드(Responsive Mode) : 사용자나 다른 로봇의 소리, 행동에 반응한다.
주의 모드(Attentive Mode) : 돌아다니기, 키스, 포즈, 손잡기, 댄스
- WowWee의 다른 로봇들(예시: RoboSapien 등)과 상호작용할 수 있다.[1]
- 음악에 반응해 춤출 수 있다.[3]

## 제원
Dimensions:
- 길이 10.2 cm
- 키 38.1 cm
- 폭 20.3 cm
- 모터 5개 (관절 위치)
- 몸무게 0.7 kg
- 4 × position switches in each joystick hand access up to 56 functions
- 1 × IR 리시버
- 2 × IR 트랜스미터
- 1 × 마이크로폰
- 1 × 스피커
- 2 × 경사 센서
- AA 알카라인 배터리 6개